# Сіді-Алі II
Сіді-Алі II (д/н — 1893) — 14-й емір Бракни в 1858—1893 роках.

## Життєпис

### Молоді роки
Походив з династії ульд-абддалах, гільки ульд-сієд. Син еміра Ахмеду I. був досить малим, коли батька було отруєно в 1841 році. Втім розглядався вже французами як претендент на трон. 1843 році після отримання влади Мухаммадом III останні нав'язали йому згодуу призначити Сіді-Алі спадкоємцем трону.
Втім згодом він залишив емірат, перебравшись до Сен-Луї. 1851 року після захоплення влади Мухаммадом IV знову став претендувати на трон. У 1853 році за підтримки вуйка Ахмеда Лейгата оголошений еміром. Його визнала французька адміністрація. Після низки сутичок було домовлено про збереження влади за Мухаммадом IV. сіді-Алі зрікся титулу еміра, ставши шейхом декількох племен.
У 1856—1858 роках брав участь у кампанії сенегальського губернатора Луї Федерба проти еміратів Бракна і Трарза, зокрема відзначився при захист міста Подор на річці Сенегал. 1858 року відповідно до нової угоди Сіді-Алі булов изнано молодшим еміром. Але того ж року він підступно вбив Мухаммада IV, захопивши владу. Невдовзі оженився на Гармі, удовою попередника.

### Панування
З самого початку стикнувся з тим, що низка кланів арабів не підпорядковувалися йому. 1859 року деякі загони напали на землі Ваало, що входили до Колонії Сенегал. У відповідь французький загін захопив Сіді-Алі II змусивши того повернути захоплене або компенсувати втрати.
1860 року за посередництва французів замирився з впливовими кланами ульд-нормах і ульд-ахмед. У 1863 році вступив у конфлікт з Сіді-Мбаїрікою, еміром Трарзи, який завдав поразки Сіді-Алії II. Проти останнього також виступили клани ульд-нормах і ульд-ахмед. В результаті він втік до Ваало. На трон Бракни Сіді-Мбаїріка посади Мухаммада аль-Хабіба ульд Мухтар-Сіді.
За підтримки французів Сіді-Алі II вдалося завдати поразки Бірамі, шейху ульд-ахмед, що загинув у сутичці. В результаті військові дії охопили весь емірат Бракна, куди втручалися сусіди. Господарство було рохорено та завдано збитків французькій торгівлі. Тому губернатор Луї Федерб за підтримки впливових шейхів домовився з Сіді-Мбаїрікою про повернення на трон Бракни Сіді-Алі II.
Втім емір знову стикнувся з повстанням кланів ульд-нормах і ульд-ахмед, які були приборкані лише у 1973 році. 1874 року його було визнано еміром скрізь. 1879 року уклав договір з французьким губернатором Сенегалу Луї Брієр де Л'Іль щодо вільної торгівлі суходолом і річками. Традиційні митні збори були скасовані і замінені фіксованим платежем, який 1880 року було визнано у розмірі 1600 штук гвінейської тканини (забарвленої індиго). 1886 року її розмір було збільшено до 2 тис.
1881 року виступив посередником для припинення повстання Абдул Бакара Кане, імама Боссеї, у Фута-Торо. Згодом підтримував імамів з цієї області для постійних нападів на емірат Трарза. У відповідь еміри Таганта і Трарзи почали нападати на землі Бракни. В одній з битві загинув син еміра Мухтар. 1886 року цей конфлікт було врегульовано за посередництва французів.
1891 року підтримав претендента Ахмеда Саліма проти Амара V, еміра Трарзи. за першого, що став еміра, емір Бракни видав доньку Фатьму. Того ж року під тиском французького губернатора Клеменса Тома погодився на зменшення платежу до 1 тис. частин тканин. Це завдало удару скарбниці й авторитету еміра.
Помер Сіді-Алі II біля Леруду на березі річки Сенегал. Йому спадкував син Ахмеду II.